# Воляни (передмістя Буська)
Воля́ни — передмістя у північній частині міста Буська (Львівська область), на правому березі річки Рокитни перед її впадінням у Західний Буг; сучасна вулиця Воляни.

## Етимологія
Зважаючи на географічну та історико-археологічну специфіку передмістя, назва його походить, імовірно, зі слов'яно-руського часу. Варіантів етимології може бути декілька.
Найвірогідніше, топонім є суфіксальним утворенням від апелятива «воля» («воляни» — «вільні люди», що протиставлялися челядникам — залежному селянству). На користь цієї гіпотези свідчить той факт, що в ХІ ст. на Волянському замчищі, за даними археологічних досліджень, розташовувалась заміська резиденція волинського князя Давида Ігоровича.
Серед малоймовірних етимологій: суфіксальне утворення з подальшим усіченням основи від ойконіма «Волинь» («волиняни» — «воляни» — «вихідці з Волині»); від апелятива «вол (віл)» («воляни» — «люди, що розводять волів»); від етноніма «волох» («волошани» — «воляни» — «вихідці з Волохії»; думка висловлена Венедиктом Площанським у зв'язку з поширеністю на передмісті прізвища Волошин).

## Історичні факти
В ХІ—ХІІІ столітті на Волянах існує Волянське городище — дерев'яно-земляний замок, на території якого нині розташована Онуфріївська церква  (1680) та оригінальна капличка Св. Онуфрію з 1864, видовбана у стовбурі 1000-літнього дуба. На пагорбах довкола замчища виявлено сліди поселень періоду неоліту, а також селище слов'яно-руського часу.